# Dupontlerche

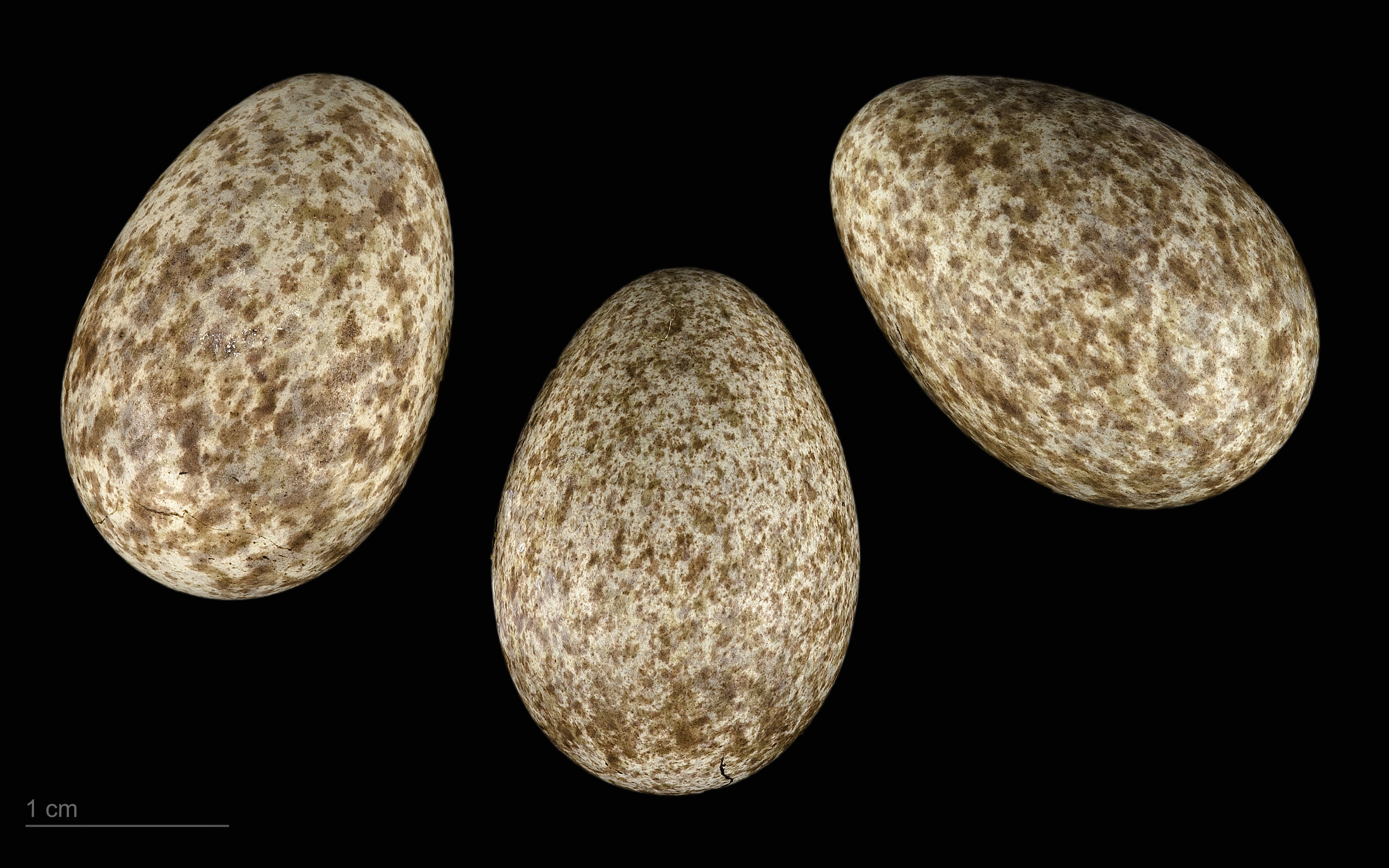
Eier von Chersophilus duponti duponti, Sammlung Museum von Toulouse

Die Dupontlerche (Chersophilus duponti), früher auch in der Schreibweise Dupont-Lerche, ist eine Vogelart aus der Familie der Lerchen (Alaudidae).

## Beschreibung

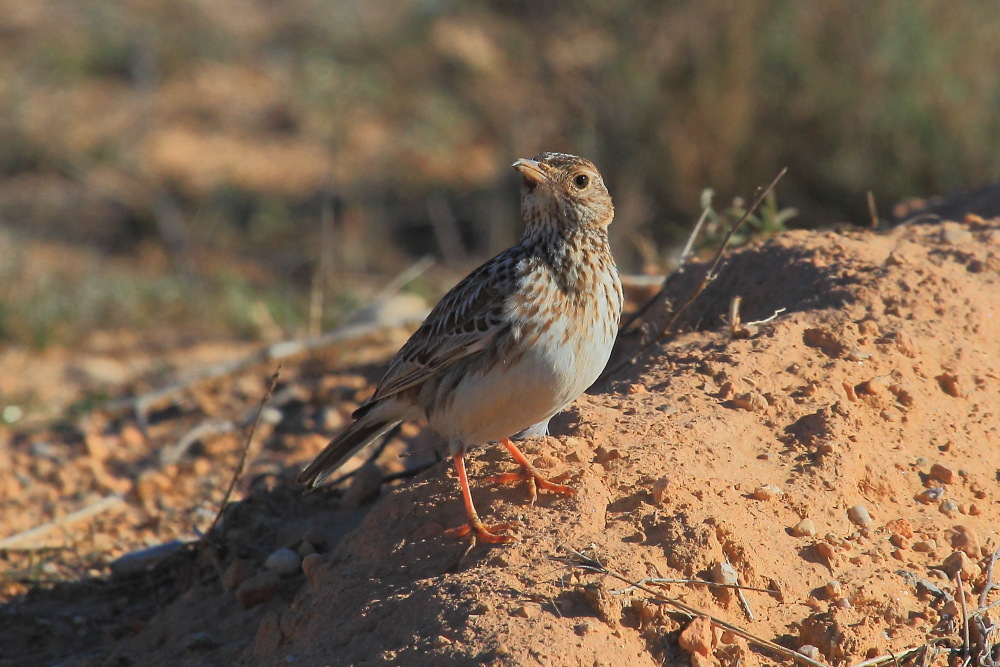
Dupontlerche

Mit einer Länge von etwa 19 Zentimetern gehört sie zu den größeren Lerchen. Das auffälligste Merkmal des rotbraun gefärbten Vogels ist der lange, schlanke, abwärts gebogene Schnabel. Die äußeren Steuerfedern des Schwanzes sind weiß. Am Kopf befindet sich ein heller Augenstreif.

## Lebensweise
Die Dupontlerche lebt in Halbwüsten mit wildem Thymian und anderem Gestrüpp. Sie sitzt häufig sehr aufrecht, wodurch sie besonders schlank erscheint. Der nasal klingende Gesang wird oft in große Höhen im Singflug vorgetragen. Ansonsten fliegt der scheue Vogel selten und hält sich meist in Deckung auf.

## Verbreitung und Bestand

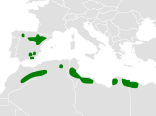
Verbreitungsgebiet der Dupontlerche

Die Dupontlerche brütet in Spanien (besonders Aragonien), Marokko, Algerien, Tunesien und West-Ägypten. Der Bestand wurde im Jahr 2008 auf weltweit 13.600 bis 20.000 Exemplare geschätzt.

## Systematik
Chersophilus duponti ist die einzige Art der Gattung. Sie beinhaltet 2 Unterarten:
- Ch. d. duponti (Vieillot, 1824) – Marokko, nördliches Algerien, Spanien
- Ch. d. margaritae (Koenig, AF, 1888) – Algerien, Tunesien, Libyen, westliches Ägypten